# Señora Bolero
Señora Bolero es una película venezolana de 1991 dirigida por Marilda Vera y protagonizada por Carlota Sosa, Marcelo Romo, Miguel de León, Dora Mazzone, Henrique Vera-Villanueva.

## Argumento
Las vivencias concurren durante la época de la dictadura (1952-1958). Amanda, conmovida por el suicidio de su hijo recuerda su juventud cuando quería ser bolerista y, al mismo tiempo, luchaba en la clandestinidad por la democracia de su país. Su dilema fue enamorarse tanto de Alejandro, locutor de radio y bohemio, como de Pedro, líder de la resistencia que triunfará el 23 de enero de 1958. Eran dos entrañables amigos que por ella se enemistaron. Luego, Amanda se casa con Pedro y renuncia a su sueño de cantar boleros.
El mundo político en la democracia recién instalada absorbe la mayoría del tiempo de Pedro, situación por la cual Amanda se siente un poco abandonada. En el presente cuando desesperada indaga la razón de la muerte de su hijo, Alejandro, quien había permanecido en el exilio por 30 años, regresa y se encuentra con Amanda y revive los celos de Pedro también atormentado, comienza a vivir el conflicto con sus dos amores, su marido, senador en el Gobierno, y Alejandro quien irrumpe en su vida con los ideales de su juventud.
Ella decide unirse a él al darse cuenta de que su matrimonio es un fracaso.

## Reparto
- Carlota Sosa...Amanda Contreras
- Marcelo Romo....Pedro Linares
- Miguel de León... Alejandro Salazar (joven)
- Hector Mayerston...Alejandro Salazar
- Henrique Vera-Villanueva....Pedro Linares (joven)
- Estellita del Llano....Rita Rivero
- Mercedes Wanderliner....Rita Rivero (joven)
- Dora Mazzone
- Rodrigo Romo
- Tania Sarabia
- Jorge Canelón
- Sir Augusto Ramirez .... botones de un hotel [3]
- Hans Christopher
- Dora Mazzone
- Yamilet Uzcanga

## Canciones
"En 1993 trabajé en la música de la película Señora Bolero, dirigida por Marilda Vera. Carlota Sosa protagonizó junto a Marcelo Romo, Héctor Myerston y Tania Sarabia. A medida que leía el guión comprendía por qué el bolero, mucho más que un género musical, es un estado de ánimo."
Entre melodías.
Carlos Morean

- "Regalame tus Recuerdos" Escrita por Marilda Vera
- "Preguntame de mi" Música y letra de Fernando Then
- "Compositor" Cantada por Pimpi Santiesteban
- "Ganas" y "A veces" Letra y música de Carlos Morean
- "Tocarte Tocarte" Letra y música de Álvaro Segura[5]

## Premios
Con este film, la protagonista Carlota Sosa, en la interpretación de la joven Amanda, obtuvo el premio a la mejor actriz, otorgado por la Asociación de Autores Cinematográficos, en 1992.